# NGC 4619
NGC 4619 ist eine 12,7 mag helle Balken-Spiralgalaxie mit aktivem Galaxienkern vom Hubble-Typ SBb/P im Sternbild Jagdhunde am Nordsternhimmel. Sie ist schätzungsweise 311 Millionen Lichtjahre von der Milchstraße entfernt, hat einen Durchmesser von etwa 120.000 Lichtjahren.
Im Jahr 2006 wurde hier die Ia-Supernova SN 2006ac beobachtet.
Das Objekt wurde am 1. Mai 1785 von Wilhelm Herschel mit einem 18,7-Zoll-Spiegelteleskop entdeckt, der sie mit „pB, pL, R, lbM, 2' N.p. pretty bright star“ beschrieb.